# Belca
Belca (Duits: Fellinz) is een plaats in Slovenië en maakt deel uit van de gemeente Kranjska Gora in de NUTS-3-regio Gorenjska. De plaats telde 155 inwoners op 1 januari 2020.